# آي ماك
أي ماك (بالإنجليزية: iMac) هو حاسوب من عائلة ماكنتوش أصدرته شركة أبل. وقد حصل على شعبية كبيرة منذ إصداره وأحد أهم أسباب شعبيته أنه كان الكمبيوتر من نوع الكل في واحد ؛ أي أن الشاشة واللوحة الأم ووحدة المعالجة في صندوق واحد. كان أول إصدار له هو iMac G3 عام 1998 ، وهو بيضاوي الشكل ويستخدم شاشة أنبوب الأشعة المهبطية (بالإنجليزية: Cathode Ray Tube)، وجسمه الخارجي عباره عن بلاستيك ملون شفاف. وثاني إصدار له هو iMac G4 وهو عبارة عن جسم نصف كروي يحتوي على جميع المكونات الرئيسية للكمبيوتر ويتصل بذراع مع شاشة كريستالية لها حرية الحركة للأعلى والأسفل، ولليمين واليسار. iMac G5 وآيماك بمعالجات إنتل وضعت جميع المكونات الرئيسية خلف الشاشة جاعلةً منه نحيف الشكل على قاعدة معدنية، ولا يميل إلا بزاوية عند سحبه من أسفل الشاشة للأعلى أو الأسفل. وآيماك الحالي أنحف ويستخدم الألومينيوم والزجاج الأسود لجسمه الخارجي.
مثل غيره من منتجات شركة أبل آيماك يتمتع بشعبية عالية، نظراَ لجماله العالي وتصميمه الخلاب والتسويق الصحيح له من شركة أبل.آيماك مثل غيرة من منتجات الشركة ستجده في العديد من الأفلام والرسوم المتحركة والمسلسلات والدعايات التلفزيونية. كما أن آيماك حصل على اشادة من النقاد، قال عنه الصحفي والت موزبرج (بالإنجليزية: Walt Mossberg) " المعيار الذهبي للحاسوب المكتبي " ؛ وأول آيماك بشاشة 24" بوصة بمعالجات إنتل كور2ديو حصل على لقب " يجب أن تحصل على هذا الكمبيوتر المكتبي " من سي نت (بالإنجليزية: CNET) في أفضل 10 هدايا للعيد عام 2006.

## إصدارات الآيماك
- آيماك جي 3 (بالإنجليزية: iMac G3)
- آيماك جي 4 (بالإنجليزية: iMac G4)
- أيماك جي 5 (بالإنجليزية: iMac G5)
- آيماك إنتل (بالإنجليزية: iMac Intel-based)